# Czarnuchy (Wólka Łamana)
Czarnuchy – część wsi Wólka Łamana w województwie podkarpackim, powiecie leżajskim, w gminie Kuryłówka.
W latach 1975–1998 miejscowość administracyjnie należała do województwa rzeszowskiego.